# العلاقات المارشالية الأيرلندية
العلاقات المارشالية الأيرلندية هي العلاقات الثنائية التي تجمع بين جزر مارشال وجمهورية أيرلندا.

## مقارنة بين البلدين
هذه مقارنة عامة ومرجعية للدولتين:
| وجه المقارنة                                              | جزر مارشال                     | جمهورية أيرلندا                                       |
| --------------------------------------------------------- | ------------------------------ | ----------------------------------------------------- |
| المساحة (كم2)                                             | 181                            | 70.27 ألف                                             |
| عدد السكان (نسمة)                                         | 53.13 ألف                      | 4.76 مليون                                            |
| الكثافة السكانية (ن./كم²)                                 | 29.35 ألف                      | 67.74                                                 |
| العاصمة                                                   | ماجورو                         | دبلن                                                  |
| اللغة الرسمية                                             | لغة إنجليزية، اللغة المارشالية | اللغة الأيرلندية، لغة إنجليزية، الإنجليزية الأيرلندية |
| العملة                                                    | دولار أمريكي                   | جنيه أيرلندي، يورو، عملات اليورو الأيرلندية           |
| الناتج المحلي الإجمالي (بليون دولار)                      | 199.40 مليون                   | 333.73 مليار                                          |
| الناتج المحلي الإجمالي (تعادل القوة الشرائية) بليون دولار | 207.25 مليون                   | 318.16 مليار                                          |
| الناتج المحلي الإجمالي الاسمي للفرد دولار أمريكي          | 3.38 ألف                       | 61.13 ألف                                             |
| الناتج المحلي الإجمالي للفرد دولار أمريكي                 | 3.80 ألف                       |                                                       |
| مؤشر التنمية البشرية                                      |                                | 0.916                                                 |
| رمز المكالمات الدولي                                      | +692                           | +353                                                  |
| رمز الإنترنت                                              | .mh                            | .ie                                                   |
| المنطقة الزمنية                                           | ت ع م+12:00                    | 00، ت ع م+01:00، أوروبا/دبلن ‏                         |

## منظمات دولية مشتركة
يشترك البلدان في عضوية مجموعة من المنظمات الدولية، منها:
| علم المنظمة | اسم المنظمة                   | تاريخ انضمام جزر مارشال | تاريخ انضمام جمهورية أيرلندا |
| ----------- | ----------------------------- | ----------------------- | ---------------------------- |
|             | البنك الدولي للإنشاء والتعمير | 21 مايو 1992            | 8 أغسطس 1957                 |
|             | بنك التنمية الآسيوي           | 1990                    | 2006                         |
|             | يونسكو                        | 30 يونيو 1995           | 3 أكتوبر 1961                |
|             | الاتحاد الدولي للاتصالات      | 22 فبراير 1996          | 8 ديسمبر 1923                |
|             | مؤسسة التمويل الدولية         | 23 سبتمبر 1992          | 11 سبتمبر 1958               |
|             | منظمة الشرطة الجنائية الدولية | ?                       | ?                            |
|             | الأمم المتحدة                 | 17 سبتمبر 1991          | 14 ديسمبر 1955               |
|             | مؤسسة التنمية الدولية         | 19 يناير 1993           | 22 ديسمبر 1960               |
|             | منظمة حظر الأسلحة الكيميائية  | ?                       | ?                            |